# El Corcovado-El Torreón
El Corcovado es una localidad ubicada en el departamento Calamuchita, provincia de Córdoba, Argentina.
Se encuentra en la desembocadura del río Santa Rosa sobre el embalse Ministro Pistarini, 5 km al norte de Villa Rumipal, localidad de la cual depende administrativamente.
Se halla conformada  Barrio Parque El Corcovado , atravesado por la ruta Provincial 5, la cual constituye su principal comunicación vial. El río Santa Rosa es su límite oeste, el este las Sierras Chicas  y  la localidad de Barrio Parque  El Torreón .

## Población
Cuenta con 417 habitantes (Indec, 2010), lo que representa un incremento del 35% frente a los 309 habitantes (Indec, 2001) del censo anterior.